# Madagaster mandrarensis
Madagaster mandrarensis là một loài thực vật có hoa trong họ Cúc. Loài này được (Humbert) G.L.Nesom mô tả khoa học đầu tiên năm 1993.